# أبو سفيان بالغ
أبو سفيان بالغ (17 أغسطس 1988 بوهران في الجزائر - ) هو لاعب كرة قدم جزائري في مركز الهجوم. لعب مع اتحاد بلعباس واتحاد عنابة وجمعية وهران وشباب بلوزداد ومولودية وهران ونادي مولودية الجزائر.

## وصلات خارجية
- أبو سفيان بالغ على موقع قاعدة بيانات كرة القدم.إي يو (الإنجليزية)
- أبو سفيان بالغ على موقع Soccerway.com (الإنجليزية)